# Macroptila laniata
Macroptila laniata är en fjärilsart som beskrevs av Paul Dognin 1899. Macroptila laniata ingår i släktet Macroptila och familjen björnspinnare. Inga underarter finns listade i Catalogue of Life.